# Ай-Курусъях
Ай-Курусъях (устар. Ай-Курус-Ях) — река в России, протекает по Сургутскому району Ханты-Мансийского АО. Устье реки находится в 362 км от устья реки Большой Юган по правому берегу. Длина реки составляет 123 км.
Высота истока — 89 м над уровнем моря. Высота устья — 41,7 м над уровнем моря.

## Данные водного реестра
По данным государственного водного реестра России относится к Верхнеобскому бассейновому округу, водохозяйственный участок реки — Обь от города Нефтеюганск до впадения реки Иртыш, речной подбассейн реки — Вах. Речной бассейн реки — (Верхняя) Обь до впадения Иртыша.